# Stamatis Katsimis
Stamatis Katsimis (griechisch Σταμάτης Κατσίμης, * 30. Mai 1982) ist ein ehemaliger griechischer Rennfahrer.

## Karriere
Katsimis begann seine Motorsportkarriere 2001 im Formelsport und gewann die B-Klasse der italienischen Formel-3-Meisterschaft. Außerdem wurde er Dritter in der griechischen Formel 3. 2002 wurde er Siebter in der griechischen Formel-3-Meisterschaft und trat zusätzlich in der italienischen Formel Renault, in der er ohne Punkte blieb, an.
2008 kehrte Katsimis in den internationalen Motorsport zurück und startete zunächst bei den ersten vier Rennen der italienischen Formel-3-Meisterschaft. Am Saisonende belegte er mit einem fünften Platz als bestes Resultat den 14. Gesamtrang. Außerdem gab er sein Debüt in der Superleague Formula für das von GU-Racing International betreute Team von Olympiakos Piräus. Er löste Kasper Andersen für die letzten zwei Rennwochenenden der Saison ab. Sein bestes Resultat war ein neunter Platz.

## Karrierestationen
- 2001: Italienische Formel-3-Meisterschaft, B-Klasse (Meister); griechische Formel-3-Meisterschaft (Platz 3)
- 2002: Griechische Formel-3-Meisterschaft (Platz 7); italienische Formel Renault
- 2008: Superleague Formula; italienische Formel-3-Meisterschaft (Platz 14)